# Rap
Rap (em inglês, também conhecido como rapped) é um discurso rítmico com rimas e poesias, que surgiu no final do século XX entre as comunidades afro-descendentes nos Estados Unidos. É um dos cinco pilares fundamentais da cultura hip hop, de modo que se chame metonimicamente (e de forma imprecisa) hip hop.
Pode ser interpretado a capella bem como com um som musical de fundo, chamado beatbox (caixa de batida). Os cantores de rap são conhecidos como rappers ou MCs, abreviatura para mestre de cerimônias.

## Início
O rap, comercializado nos EUA, desenvolveu-se tanto por dentro como por fora da cultura hip hop, e começou com as festas nas ruas, nos anos 1970 por jamaicanos e outros. Eles introduziam as grandes festas populares em grandes galpões, com a prática de ter um MC, que subia no palco junto ao DJ e animava a multidão, gritando e encorajando com as palavras rimadas, até que foi se formando o rap. A origem do Rap veio da Jamaica, mais ou menos na década de 1960 quando surgiram os sistemas de som, que eram colocados nas ruas dos guetos jamaicanos para animar bailes. Esses bailes serviam de fundo para o discurso dos "toasters", autênticos mestres de cerimônia que comentavam, nas suas intervenções, assuntos como a violência das favelas de Kingston e a situação política da Ilha, sem deixar de falar, é claro, de temas mais polêmicos, como sexo e drogas. No início da década de 1970 muitos jovens jamaicanos foram obrigados a emigrar para os Estados Unidos, devido a uma crise econômica e social que se abateu sobre a ilha. E um em especial, o DJ jamaicano Kool Herc, introduziu em Nova Iorque a tradição dos sistemas de som e do canto falado e foi se espalhando e popularizando entre as classes mais pobres ate chegar a atingir a alta sociedade.

## Etimologia
Com a aceitação da música rap nos meios sociais mais recentes (nos últimos vinte anos), a palavra rap se encontra, atualmente, "online" sendo um neologismo popular do acrônimo para rhyme and poetry (rima e poesia); porém, apesar da associação com poesia e ritmo, o significado da palavra rap não é um acrônimo em si, mas descreve uma fala rápida que precede a forma musical (de ritmo e poesia), e significa "bater". A palavra (rap) é usada no Inglês britânico desde o século XVI, e especificamente significando "say" ("dizer", ou "falar", "contar o conto") desde o século XVIII. Fazia parte do Inglês vernáculo afro-americano nos anos de 1960, significando "conversar", e logo depois disto, no seu uso atual, denota o estilo musical.

Como exemplo do significado erudito da palavra, em Inglês, podemos citar um vendedor, em um ambiente comercial, em que este está fazendo a "falação" dele para a venda do produto; você pode dizer que esta "falação" é o "rap" dele. Usado como em "that's his rap" (ou "that is my rap"), significando: "Este é o papo dele" (ou "meu papo"). O Rap, neste exemplo, é a "ideia que alguém quer lhe vender"; a "explicação", em si; o "papo."

### Rap na música
Rap, na música, é extremamente fidedigna à improvisação poética sobre uma batida no tempo rápido e frequentemente só é acompanhada pelo som do baixo, ou sem acompanhamento. Rap é um estilo musical raro em que o texto é mais importante que a linha melódica ou a parte harmônica; sendo um dos dois únicos estilos musicais da história da música ocidental em que o texto é mais importante que a música — o outro sendo o canto gregoriano, em que a música era uma monodia, homofônica, marcada pelo ritmo, e a melodia religiosamente não podia nunca sobressair o texto litúrgico. O rap não usa melodias e motivos decorativos e harmônicos com arranjos elaborados dos instrumentos, mas vale-se somente em quão rápido o cantor narra a sua "fala" com muito pouca musicalidade adicionada a sua poesia. A música rap também tem uma similaridade distinta com a música celta em que forma-se uma brincadeira na qual os cantores tentam duelar suas frases com rimas, rapidamente improvisadas e humorísticas; alternadamente, um desafiando o outro nas rápidas frases inteligentes; quem ganha — deixando o outro esgotado sem ideias — não paga pelas bebidas. Esta influência indireta e não intencional veio da música de raiz, de folclore, importada pelos imigrantes escoceses e irlandeses que migraram para o sul dos EUA, das fazendas de plantação, como a música afro-americana, que pelo povo do sul, com a música de improvisação, no Jazz de raiz, surge nos duelos de banjo (country) depois, e desses "duelos" aparece também, bem mais tarde, o rap.

## As raízes
A origem do rap remonta à Jamaica, mais ou menos na década de 1960 quando surgiram os sistemas de som, que eram colocados nas ruas dos guetos jamaicanos para animar bailes. Esses bailes serviam de fundo para o discurso dos "toasters", autênticos mestres de cerimónia que comentavam, nas suas intervenções, assuntos como a violência das favelas de Kingston e a situação política da Ilha, sem deixar de falar, é claro, de temas mais prosaicos, como sexo e drogas. No início da década de 1970 muitos jovens jamaicanos foram obrigados a emigrar para os Estados Unidos, devido a uma crise económica e social que se abateu sobre a ilha. E um em especial, o DJ jamaicano Kool Herc, introduziu em Nova Iorque a tradição dos sistemas de som e do canto falado, que se sofisticou com a invenção do scratch, um discípulo de Herc. O primeiro disco de rap que se tem notícia, foi registrado em vinil e dirigido ao grande mercado (as gravações anteriores eram "piratas") por volta de 1978, contendo a célebre King Tim III da banda Fatback. O rap, assim como o pagode e o blues, no seu surgimento era um ritmo mais comum entre pessoas de classe social mais baixa e que, com o tempo, invadiu o mercado de todos os grupos sociais---sendo um dos estilos musicais que mais vendeu no mercado popular dos anos 1990 até o início da década de 2000; mas, desde 2006, a venda do rap tem caído drasticamente, preocupando as grandes gravadoras deste estílo musical.
"Ancestral directo" do rap pode ser considerado o funk, ou o jazz, músicas afro-americanas que apresentam elementos semelhantes. Outro ritmo ao qual o rap é tributário é o toast, que consiste em versar sobre uma versão instrumental ou de uma versão dub de alguma canção reggae, sempre no ritmo da batida. Essa tradição foi levada aos Estados Unidos por imigrantes jamaicanos, como o DJ Kool Herc. Nos Estados Unidos, a base de Reggae foi substituída por uma batida tirada do funk, através da utilização de dois discos idênticos dos quais era aproveitada apenas a parte instrumental da música, chamada break (os "breques," como nas paradas repentinas da percussão numa batucada).

## Freestyle
Modo de cantar o rap de forma improvisada. Colocando versos feitos na hora, baseados nos versos dos seus adversários. Geralmente os MCs participam de rachas, disputas de free style onde um tenta ser melhor do que o outro.

## Flow
"Flow" é definido como "ritmos e rimas" de letras de uma do hip-hop e de como elas interagem — o livro How to Rap fluir em rima, esquemas de rima e ritmo (também conhecido como cadência).

## Gangsta Rap
O grupo que fez o Gangsta Rap se tornar conhecido foi o N.W.A, formado pelo finado Eazy-E, por Dr. Dre, Ice Cube, MC Ren e DJ Yella, eles falavam sobre a brutalidade da polícia, sobre os problemas que afetam as comunidades, as rixas que acontecem no gueto e sobre o tráfico, que é o comércio mais ativo na maioria das periferias, e como nos EUA as gangues principalmente os Bloods & Crips haviam se espalhado como uma epidemia, e as letras se baseiam em membros de gangues, assim se deu o nome a esse estilo de rimar de Gangsta Rap.
O Gangsta Rap (Rap Gângster) surgiu nos Estados Unidos no meio dos anos 1980 com Ice-T (e outros) como LL Cool J. Com letras duras e violentas, o gangsta rap logo ganhou espaço na mídia. Entre os mais influentes rappers e grupos de gangsta rap destacam-se 2Pac, N.W.A., Compton's Most Wanted entre outros, que entre as suas rimas falavam das desigualdades e do racismo. Um dos mais ferrenhos críticos do Gangsta Rap é o diretor cinematográfico Spike Lee, que acusou o estilo de incentivar a ignorância dos afro-americanos. Um grupo que se destacou (e ainda se destaca) quando o gangsta rap estava surgindo foi o N.W.A. — Niggaz With Attitude, formado em 1986 por Dr. Dre, MC Ren, Eazy-E, Ice Cube e nas pickups, DJ Yella. O grupo se tornou notório pelas suas letras pesadas, especialmente como "Fuck tha Police", de 1989, que resultou no FBI enviando uma carta de aviso para a Ruthless Records, sugerindo que o grupo tomasse mais cuidado com o que dizia.

## Criticismo dorape as reações dosrappers
Uma das maiores críticas do rap foi a já falecida afro-americana Cynthia Delores Tucker, política e activista dos direitos humanos, que dedicou grande parte dos últimos anos da sua vida a condenar as letras de rap e hip-hop sexualmente explícitas, citando a preocupação com as letras misóginas e que ameaçavam o fundamento moral da comunidade afro-americana. Delors Tucker afirmou que o conteúdo do rap era difamatório, misógino, obsceno e pornográfico; que as suas letras expunham os negros (especialmente os jovens do sexo masculino) ao ridículo e desprezo universal, corrompendo os ouvintes brancos e negros de todo o mundo.
Chamada de "tacanha" por alguns rappers que a mencionaram frequentemente nas suas letras, Tucker comprou acções na Sony, Time Warner, e outras empresas a fim de protestar contra o hip-hop nas suas reuniões de accionistas, onde tentou sem êxito que fossem lidas em voz alta as letras de alguns rappers. Ela também lutou contra a decisão da NAACP (Associação Nacional para o Progresso de Pessoas de Cor) de nomear o rapper Tupac Shakur para um dos seus Prémios de Imagem e intentou uma acção judicial de 10 milhões de dólares contra a sua propriedade por comentários que T. Shakur fez na sua canção "How Do U Want It?" no álbum All Eyez on Me, no qual Shakur diz "C. Delores Tucker você é uma filha da puta / Em vez de tentar ajudar um preto, destrói um irmão". Também na faixa "Wonda why they call U bitch" Delores Tucker é directamente mencionadaː "Cara Sra. Deloris Tucker/continua a estressar-me/(...) Você pergunta-se porque lhe chamamos puta" No seu processo, Tucker alegou que os comentários nestas canções infligiram angústia emocional, foram caluniosos e invadiram a sua privacidade. O caso acabou por ser arquivado.
Também o célebre Eminem a referiu em "Rap Game", sem poupar nas palavrasː ": Digam à puta da C. Delores Tucker para chupar uma piça".
O realizador Spike Lee, em 2008, culpou a indústria do rap por desencorajar os negros do trabalho árduo e dos estudos. Em determinada época, disse Lee, era contra a lei que os afro-americanos aprendessem a ler e a escrever. Agora, na opinião dele, a música rap e os vídeos espalham a ideia de que "ser ignorante é ser negro... gangsta ... gueto".
Um grande número de rappers tem registo criminal e vários já foram ou encontram-se encarcerados por crimes de vários tipos, desde pequenos delitos a assassínios.